# Llangardaix gegant d'El Hierro
El llangardaix gegant d'El Hierro (Gallotia simonyi) és una espècie de sauròpsid (rèptil) escatós endèmica de l'illa d'El Hierro, a les Illes Canàries (Espanya).

## Característiques
Amb una llargada total d'uns 75 cm (però en la seva majoria només fins a 65 cm), una espècie molt gran del gènere, que a Europa només és superada pel llangardaix gegant de la Gran Canària i el llangardaix ocel·lat. Això significa que G. simonyi és un dels membres vius més grans de la família dels lacèrtids (Lacertidae), que inclou més de 300 espècies. La llargada del cap i del tors fa fins a 23,6 cm, però sobretot una mica més petit. Els mascles són més forts i pesats que les femelles. Pel que fa al color i al dibuix, l'espècie sembla més uniforme que altres espècies de Gallotia. Per sobre de tot, no hi ha un dimorfisme de gènere tan pronunciat com per exemple al llangardaix negre. A la part superior, els dos sexes tenen un color bàsic de fosc a marró fosc. A cada costat és característica una sèrie de taques grogues als flancs. Al flanc inferior hi ha una segona fila de taques grogues. També pot haver-hi taques groguenques a l'esquena, encara que amb menys freqüència i generalment molt més pàl·lides que les dels flancs. En els mascles, les taques del flanc són sovint més grans i més nombroses, sovint de colors més intensos que en les femelles, en què poden estar completament absents en casos individuals. Els animals joves són més clars a la part superior i són més contrastats que els adults. A la part frontal són de color marró vermellós, cap a la part posterior cada cop són de color marró grisós. Té bandes transversals irregulars, estretes, de color marró clar, que estan vorejades de negre i no només cobreixen els flancs, sinó també la part posterior. es bandes transversals es poden interrompre.

## Tipus de confusió
El llangardaix, molt estès i molt comú a El Hierro, és significativament més petit i prim i no presenta taques groguenques als flancs. Les femelles adultes també tenen ratlles longitudinals.

## Distribució
Originalment, l'espècie estava molt estesa a l'illa d'El Hierro i estava distribuïda aquí en hàbitats secs i càlids. Tot i això, han estat extingits en gran part, presumiblement mitjançant la introducció de gats domèstics, que probablement van portar els conqueridors europeus. L'últim vestigi natural de l'espècie es pot trobar en un lloc limitat al nord-oest de l'illa, concretament a la cara escarpada del Risco de Tibataje, al nord de La Frontera, i aquí a les rodalies de l'anomenada Fuga de Gorreta.

## Hàbitat
A la cara escarpada del Risco de Tibataja, els animals viuen en una zona d'uns 100 a 700 m sobre el nivell del mar sobre graons horitzontals de roca i erupcions de la roca de basalt. És important comptar amb un sistema de columnes ben desenvolupat, la qual cosa és de gran importància com a lloc d'amagatall dels animals. Els graons de roca més o menys horitzontals també són importants en la mesura que les plantes alimentàries dels animals es poden desenvolupar aquí com a resultat de la formació de terra.

## Estil de vida
A la zona de la Fuga de Gorreta, el clima dels llangardaixos a l'hivern és tan fresc que almenys alguns animals es mantenen en hibernació diversos mesos (novembre-febrer), que reapareixen a partir de març/abril. Tot i així, també es podrien observar animals actius a l'hivern. El festeig i el comportament d'aparellament tenen lloc al maig. El mascle mossega el coll i copula amb la femella només uns minuts. Els 5-15 ous força grans (19-34 mm de llargada i 15,026 mm d'amplada) es ponen en caus de juny a agost. Com que el sòl és escàs a l'hàbitat natural, els ous també es dipositen sota de pedres o a les escletxes de les roques.
Aquest tipus d'aliments d'origen vegetal viu fins i tot amb més força que les altres espècies de Gallotia. Fins i tot les cries nounades mengen flors i fulles, però també els agrada menjar insectes que s'ofereixen al terrari, mentre que els animals vells mostren poc interès en aquests últims. L'espectre de les plantes farratgeres és ampli, per la qual cosa les liliàcies i les lleguminoses són importants, però també es mengen herbes. El trèvol pudent, Rubia fruticosa", Schizogyne sericea i Lavandula canariensis" tenen un paper destacat. Entre els animals que l'espècie depreda, els escarabats i les seves larves tenen un paper destacat. A més, mengen formigues i diversos altres artròpodes. En menor mesura, altres vertebrats també en són víctimes, per exemple. B. Ratolins domèstics, rates, ocells i individus del petit llangardaix canari ("Gallotia caesaris"). Als Feinde kommen vor allem Turmfalke, Kolkrabe, Mäusebussard und verwilderte Hauskatzen in Betracht. És probable que les rates comunes molt habituals representin una amenaça per a les niuades.

## Subespècies
Es distingeix entre dues subespècies, però només presenten diferències molt subtils i la seva justificació és dubtosa. G. s. simonyiPlantilla:Person ara també està extingit. Va viure només en una petita població a l'illa rocosa de Roque Chico de Salmor, a la costa nord-oest del Hierro. La resta de població del continent es deia "G. s. machadoi Plantilla:Person.

## Perill
La UICN llista les espècies com a en perill crític (critically endangered) amb una població estable. El llangardaix gegant d'El Hierro és una espècie en perill d'extinció i en perill crític. Es va intentar establir noves poblacions alliberant animals de cria en estacions de cria a l'oest (La Dehesa) i al sud (El Julan) de l'illa, però això va fracassar. A més, descendència de la subespècie "G. s. machadoi "exposat al Roque Chico de Salmor, a la costa nord-oest del Hierro. Aquí l'espècie havia desaparegut perquè una forta colònia de gavians argentats van destruir l'aliment vegetal. Aquesta població s'ha mantingut bé i també s'ha reproduït, però l'hàbitat d'aquesta petita illa és molt limitat. Encara s'està fent esforços perquè els exemplars criats a les estacions de cria s'acostumin a la vida salvatge i es traslladin a zones sense rates ni gats.